# شبه اقتراض

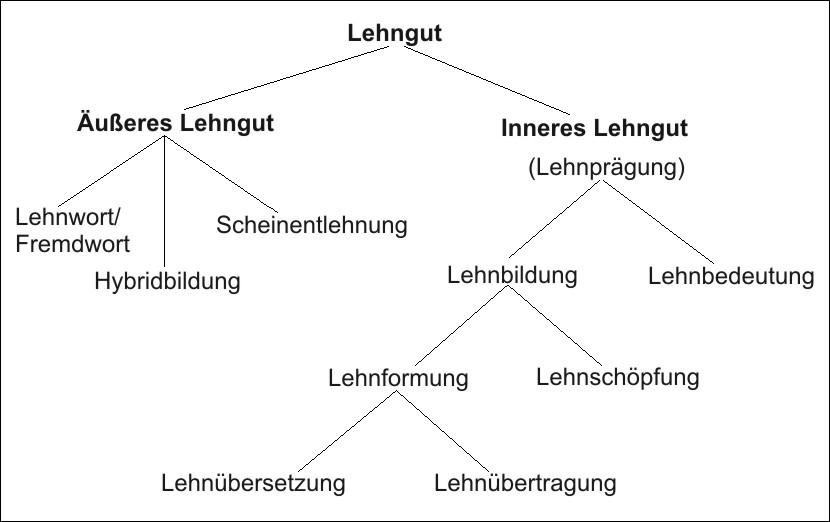

شبه الاقتراض يقصد به صوغ ألفاظ محدثة في لغة باستعمال ألفاظ دخيلة (مقترضة) من لغة أخرى.

## أمثلة

### شبه دخيل عربي

#### في الفارسية
- «مجعول العنوان» لما يعرف باليونانية بالسوديبجرافيا.[3] وهو لفظ مركب غير معروف في العربية.
- «هلاكت» من الهلاك على وزن فعالة بالعربية ولا يقال «هلاكة» بالعربية بمد اللام إنما يقال هلكة بفتحها.[4][5]

### في الأردوية
- «[ال‍]حیوان المہیب» لما يعرف باليونانية بالدينصور، وهو مركب من دينس «مهيب» وصورس «سحلية». والمهيب في العربية هو الأسد.